# 매치 포인트
매치 포인트(Match Point)는 우디 앨런이 감독, 각본을 맡은 2005년에 개봉한 드라마 영화로 브라이언 콕스, 매슈 구드, 스칼렛 요한슨, 에밀리 모티머, 조너선 리스 마이어스, 퍼넬러피 윌턴등이 출연하였다. 리스 마이어스가 맡은 등장인물은 부유한 집안과 결혼을 하나, 그의 사회적 위치는 요한슨이 연기한 그의 처남의 여자친구와의 일 때문에 절박한 상황에 직면한다. 영화는 도덕, 탐욕, 욕망이 미치는 영향, 금전, 인생에서의 행운등의 주제를 다루며, 앨런 감독의 초기 작품인 《범죄와 비행》과도 상당히 비교된다. 앨런은 뉴욕에서 영화에 대한 재정적 지원을 찾는데 어려움을 겪은 후, 런던에서 제작과 촬영을 마쳤다. 그곳에서의 계약을 통해서, 그는 영국 출신의 배우들과 스텝들을 얻을 수 있었다. 앨런은 본래 뉴욕을 배경으로 했던 각본을 잉글랜드 지역으로 다시 바꾸어 재빨리 고쳤다.
미국내의 비평가들은 영화와 영화속의 영국적 배경에 대해서 찬사를 보냈고, 앨런의 복귀작으로서 환영하였다. 이와는 대조적으로, 영국에서의 평가는 장소들과 특히 대화속의 어법등의 비정확성을 예로 들며, 보다는 비호의적이다. 앨런은 이 작품을 통해 아카데미 각본상 후보에 올랐다.

## 줄거리
은퇴한 테니스 프로 크리스 윌턴은 런던의 고급 클럽에 강사로 고용된다. 그는 부유한 클럽 회원 톰 휴잇과 친구가 된다. 톰의 여동생 클로이는 크리스에게 반해 둘은 데이트를 시작한다. 가족 모임에서 크리스는 톰의 미국인 약혼녀인 여배우 지망생 놀라 라이스를 만난다. 둘은 즉시 서로에게 끌린다.
클로이가 아버지에게 크리스에게 회사에 초급 직업을 주도록 설득한 후, 그는 점차 가족에 동화된다. 가족들이 윌턴의 시골집에 모여 있는 동안, 톰의 어머니 엘리너는 놀라의 힘겨운 연기 경력을 오만하게 비난하고, 놀라는 화를 내며 뛰쳐나간다. 크리스는 놀라를 따라가 그녀에게 자신의 감정을 고백한다. 둘은 섹스를 하지만 놀라는 그 만남을 실수로 여기고 크리스는 계속 관계를 이어가고 싶어한다. 크리스와 클로이는 결혼하고, 톰은 다른 사람과 사랑에 빠진 후 놀라와의 관계를 끝낸다.
클로이는 임신에 집착하지만 크리스는 미온적인 태도를 보인다. 그는 놀라를 찾아보려 한다. 우연히 그녀를 마주쳤을 때, 그들은 불륜을 시작한다. 놀라가 임신하자 크리스는 당황한다. 그는 그녀에게 낙태를 하라고 말하지만, 그녀는 둘이 함께 아이를 키우기를 원한다. 크리스는 클로이에게서 멀어지고, 클로이는 그가 불륜을 저지르고 있다고 의심하지만 크리스는 부인한다. 놀라는 크리스에게 클로이와 이혼하라고 압박한다. 크리스는 클로이가 지루하다고 생각하지만, 그의 유망한 경력과 결혼으로 얻게 된 부유한 생활 방식을 포기할 의향은 없다. 크리스는 갇힌 느낌을 받고 클로이와 놀라 모두에게 거짓말을 한다.
기다림에 지친 놀라는 크리스의 아파트 밖에서 화를 내며 그에게 모든 것을 클로이에게 말하겠다고 위협한다. 이 사실을 필사적으로 숨기려 한 크리스는 나중에 장인의 사냥용 산탄총 중 하나를 가져간다. 그는 놀라에게 좋은 소식이 있다며 그녀의 집에서 만나자고 전화한다. 그는 그녀의 이웃인 이스트비 부인의 아파트에 침입한다. 그는 이스트비 부인을 치명적으로 쏘고 보석과 처방약을 훔쳐 강도 행각으로 위장한다. 크리스는 복도에 숨어 있다가 놀라가 돌아오자 그녀를 쏜다. 그리고는 극장에서 클로이를 만나러 간다. 스코틀랜드 야드는 범죄가 마약 중독자에 의한 돈 절도일 가능성이 높다고 결론 내린다. 다음 날 뉴스가 터지자 크리스는 산탄총을 총 케이스에 다시 몰래 넣고, 그와 클로이는 가족들에게 클로이가 임신했다고 발표한다.
배너 형사는 살인 사건에 대한 조사를 요청하기 위해 크리스에게 연락한다. 형사들을 만나기 전에 크리스는 이스트비 부인의 보석과 약들을 강에 던진다. 우연히 그녀의 반지가 난간에 부딪혀 보도로 떨어진다.
경찰서에서 크리스는 놀라와의 관계에 대해 거짓말하지만, 배너는 크리스가 광범위하게 언급된 놀라의 일기를 제시한다. 그는 불륜을 자백하지만 살인과의 연관성은 부인한다. 크리스는 결혼을 보호하기 위해 자신을 더 이상 연루시키지 말아달라고 형사들에게 호소한다. 그들은 비밀을 지키기로 동의한다.
늦은 밤, 놀라와 이스트비 부인이 유령으로 나타나 크리스에게 그의 행동에 결과가 따를 것이라고 경고한다. 놀라는 잡히고 싶어하는 것처럼 그의 서투른 계획과 실행을 질책한다. 크리스는 자신의 범죄를 변호하며, 비록 잘못되었지만 "더 큰 계획"을 위해 저질러졌으며 죄책감을 억누를 수 있다고 말한다. 같은 밤, 배너는 크리스가 살인을 저질렀다는 꿈을 꾼다. 그러나 다음 날, 배너의 파트너 다우드는 거리에서 살해된 마약 중독자가 이스트비의 결혼 반지를 가지고 있었다는 사실을 밝혀내며 그의 이론을 반박한다. 형사들은 사건을 종결한다. 몇 달 후, 클로이는 남자 아기를 낳는다. 톰은 새로 태어난 조카에게 위대함이 아닌 행운을 빌어준다.

## 출연
- 조너선 리스 마이어스 - 크리스 윌튼
- 스칼렛 요한슨 - 노라 라이스
- 에밀리 모티머 - 클로이 휴잇 윌튼
- 매슈 구드 - 톰 휴잇
- 브라이언 콕스 - 앨릭 휴잇
- 퍼넬러피 윌턴 - 앨레노어 휴잇
- 유언 브렘너 - 다우드 형사
- 제임스 네즈빗 - 마이크 배너 형사
- 루퍼트 펜리존스 - 헨리
- 마가렛 타이잭 - 이스트비 부인
- 앨릭산더 암스트롱 - 타운센드
- 제프리 스트레트필드 - 앨런 싱클레어
- 미란다 레이슨 - 헤더
- 로즈 키건 - 캐롤
- 콜린 새먼 - 이언
- 토비 케벨 - 경찰관